# Tổ chức Lao động Quốc tế
Tổ chức Lao động Quốc tế, viết tắt ILO (tiếng Anh: International Labour Organization) là một cơ quan đặc biệt của Liên Hợp Quốc liên quan đến các vấn đề về lao động.
ILO ra đời năm 1919 sau Hiệp ước Versailles và là thành viên của Hội Quốc Liên. Sau Chiến tranh thế giới lần thứ 2 kết thúc và Hội Quốc Liên giải tán, Tổ chức Lao động Quốc tế trở thành một thành viên của Liên Hợp Quốc.
Năm 1969, Tổ chức Lao động Quốc tế được trao tặng Giải Nobel Hòa bình và năm 1994 giải Hans-Böckler. Hiện nay ILO có 187 thành viên, đặt trụ sở ở thành phố Geneva, Thụy Sĩ.. Chủ tịch là Guy Ryder, đảm trách từ 2012.

## Mục tiêu
Nhiệm vụ của ILO là làm tăng cơ hội có việc làm tốt và có thu nhập cho mọi người trong điều kiện tự do, công bằng, an toàn và đảm bảo nhân quyền của người lao động.
Để thực hiện nhiệm vụ này, bốn mục tiêu chiến lược của ILO bao gồm: đưa ra các nguyên tắc và quyền cơ bản tại nơi làm việc; tạo cơ hội lớn hơn cho mọi người nhằm đảm bảo việc làm và thu nhập tốt; tăng phạm vi và hiệu lực của bảo trợ xã hội; và tăng cường chủ nghĩa ba bên và đối thoại xã hội.

## ILO và Việt Nam
Việt Nam từng là thành viên của ILO trong 2 giai đoạn 1950-1976 và 1980-1985. Đến năm 1992, Việt Nam quay trở lại làm thành viên của tổ chức này.

## Ngày lễ lao động
- Ngày Quốc tế Lao động, ngày 1 tháng 5 (May Day) là ngày lễ kỷ niệm và ngày hành động của phong trào công nhân quốc tế và của người lao động, và có lịch sử lâu dài, từ thế kỷ 19.
- Ngày Thế giới chống Lao động Trẻ em, viết tắt là WDACL (World Day Against Child Labour) là ngày 12 tháng Sáu, là ngày được Tổ chức Lao động quốc tế đưa ra năm 2002 và được Liên Hợp Quốc công nhận, nhằm nâng cao nhận thức và hành động để ngăn chặn lao động trẻ em. Nó được thúc đẩy bởi sự phê chuẩn của Công ước ILO số 138 về độ tuổi lao động tối thiểu, và Công ước ILO số 182 về các hình thức tồi tệ nhất của lao động trẻ em.